# Pama Fou

a Compétitions nationales et continentales officielles uniquement.

b Matchs officiels uniquement.
Dernière mise à jour le 28 avril 2020.
Pama Fou est un joueur australien de rugby à sept et à XV né en Nouvelle-Zélande. Entre 2011 et 2016, il joue avec l'équipe d'Australie de rugby à sept au cours des World Series et des jeux du Commonwealth.

## Biographie
Pama Fou est né le 6 septembre 1990 à Auckland, en Nouvelle-Zélande, où il vit jusqu'à l'âge de 17 ans. En 2007, il arrive en Australie où il envisage une carrière dans le volley-ball via l'Australian Institute of Sport (AIS). Mais à la suite de blessures à l'épaule, il est contraint d'abandonner le volley à 19 ans, en 2009. Il devient alors rugbyman, dans un premier temps avec le club de Brisbane des Souths Rugby qui évolue en Queensland Premier Rugby, puis avec l'équipe d'Australie de rugby à sept une fois devenu éligible selon le règlement de World Rugby,.

## Carrière

### Rugby à sept
Michael O'Connor, alors entraineur de l'équipe, le fait débuter en World Series à l'occasion du Tournoi d'Australie 2011 se déroulant à Gold Coast. Il se blesse ensuite à l'épaule, obtient la nationalité australienne et revient quelques semaines avant les Jeux du Commonwealth 2014. En quart de finale de la compétition, l'Australie affronte le pays de Galles et Pama Fou inscrit l'essai décisif de son équipe dans le temps additionnel. Les australiens remporteront finalement la médaille de bronze.
Il disputera pas les premiers Jeux olympiques du rugby à sept en raison d'une blessure survenu lors d'un accident domestique.

### Rugby à XV
Le 25 juillet 2016, les Melbourne Rebels, équipe de rugby à XV évoluant en Super Rugby, annonce la signature de Pama Fou à partir de la saison 2017.

## Palmarès

### Rugby à sept
- Médaille de bronze aux Jeux du Commonwealth 2014

### Récompenses individuelles
- Sixième meilleur marqueur des World Series 2014-2015 avec 31 essais